# Sukakree Inngam
Sukakree Inngam (thailändisch สุชาครีย์ อินทร์งาม; * 26. Dezember 2002) ist ein thailändischer Fußballspieler.

## Karriere
Sukakree Inngam stand bis Ende August 2022 beim Drittligisten Udon United FC unter Vertrag. Mit dem Verein aus Udon Thani spielte North/Eastern Region der Liga. Am 25. August 2022 unterschrieb er einen Vertrag bei dem in der Western Region spielenden Samut Songkhram FC. Für den Verein aus Samut Songkhram bestritt er acht Drittligaspiele. Zu Beginn der Saison 2023/24 unterschrieb er im August 2023 einen Vertrag beim Erstligaabsteiger Lampang FC. Sein Zweitligadebüt für den Verein aus Lampang gab Sukakree Inngam am 19. August (2. Spieltag) im Heimspiel gegen den Zweitligaaufsteiger Pattaya United FC. Bei der 1:2-Heimniederlage wurde er in der 81. Minute für Pannathon Mungmai eingewechselt. Für Lampang bestritt er acht Ligaspiele. Im Sommer 2024 wechselte er zum Erstligisten Nongbua Pitchaya FC. Mit dem U23-Team von Nongbua nahm er 2024 an der U23-Meisterschaft teil. Am Ende der Saison feierte er mit der U23 die Meisterschaft. Für die erste Mannschaft, die in der ersten Liga spielte, kam er nicht zum Einsatz. Am Ende der Saison 2024/25 musste Nongbua wieder den Weg in die Zweitklassigkeit antreten.

## Erfolge
Nongbua Pitchaya FC U23
- Thailändischer U23-Meister: 2024